# Genjitsu Shugi Yūsha no Ōkoku Saikenki
Genjitsu Shugi Yūsha no Ōkoku Saikenki (japanisch 現実主義勇者の王国再建記) ist eine Romanreihe von Dojyomaru, die als Webroman startete und dann als Light Novel erschien. Das Werk wurde 2017 als Manga und 2021 als Anime adaptiert. Letzterer erscheint international und auch mit deutschen Untertiteln als How a Realist Hero Rebuilt the Kingdom. Die Geschichte erzählt von einem jungen Japaner, der in einer fremde, von Dämonen bedrohte Welt gerufen wurde und dort mit seinem modernen Wissen ein heruntergewirtschaftetes Königreich als dessen neuer König wieder aufbaut. Sie ist in die Genres Isekai und Harem einzuordnen.

## Handlung
Um Verwaltungsangestellter zu werden, ist Kazuya Sōma (相馬 一也) in sein Studium vertieft. Da wird er aus dem modernen Japan heraus in eine fremde Welt beschworen. Hier soll er – als der mit einem magischen Ritual gerufene Held – in den Kampf gegen die den Kontinent bedrohenden Dämonen gesandt werden. Diese sind vor 10 Jahren in diese Welt gekommen und haben sich ein beträchtliches Reich aufgebaut, dessen Ausdehnung seither mühsam von allen Menschen und ähnlichen intelligenten Wesen zurückgehalten wird. Doch das Reich Elfrieden ist in einer wirtschaftlichen Krise und kann dem mächtigen Grand Chaos Imperium, das die Hauptlast im Kampf gegen die Dämonen trägt, nicht den Tribut für den Schutz zahlen. Sōma soll mit seinem Einsatz als Held den Tribut ersetzen. Doch ist er im Kampf nicht geübt und überzeugt den König und seinen Hof, ihn nicht zu entsenden. Schließlich können sie nur einmal einen Helden rufen und müssten bald wieder Tribut zahlen. Er will dem Reich stattdessen helfen, seine Krise zu überwinden. Nach langen Gesprächen entscheidet der König schließlich abzudanken und – auch zu dessen Überraschung – Sōma die Regentschaft zu überlassen. Dieser muss nun zusätzlich zu seinen politischen Ideen auch den Hof befrieden, denn nicht wenige neiden ihm seine unerwartete Stellung, sind misstrauisch oder beschuldigen ihn des Thronraubes. So geht es auch Prinzessin Liscia Elfrieden, die Sōma auf Geheiß ihres Vaters später auch heiraten soll. Doch nachdem sich der neue Regent in die Arbeit stürzt und sie ihn kennenlernt, während er versucht, ihr seine Ideen und Überlegungen zu erklären, gewinnt sie schnell Vertrauen in ihn.
Zunächst lässt Sōma die Finanzen des Landes prüfen und vor allem die Korruption vieler Adeliger untersuchen, von denen er viele verbannt. Auch macht er alles zu Geld, was sich finden lässt. Dann geht er auf die Suche nach neuen Talenten für seine Regierung, bei der er auch Ideen aus seiner Welt einsetzt. So nutzt er den magischen Edelstein-Rundfunk, um sich direkt an alle Bürger zu wenden und führt nebenbei Nachrichten- und Unterhaltungssendungen über eben diesen Rundfunk ein. An seinen Hof kommen daraufhin Bewerber aus dem ganzen Land. Die Sängerin Juna Doma kann Sōma für die Unterhaltung der Bürger einsetzen, aber sie ist auch eine gute Kämpferin. Zu seiner Leibwächterin macht er Aisha Udgard von den Dunkelelfen. Der vielgereiste Feinschmecker Poncho Panacotta wird von Sōma zum Minister für Landwirtschaft und Ernährung gemacht. Mit ihm gelingt es, neue Anbaupflanzen und Nahrungsmittel zu etablieren und so die Hungersnot im Land zu überwinden. Hakuya Kwonmin zeigt sich als kluger Stratege und in vielem Sōma ebenbürtig, sodass er zum Premierminister ernannt wird. Das Mädchen der mystischen Wölfe Tomoe Inui vertraut Sōma ihre Fähigkeit an, mit den Dämonen sprechen zu können. Um sie zu schützen, wird sie in die königliche Familie aufgenommen. Währenddessen lernt Sōma auch die magische Fähigkeit kennen und beherrschen, die ihm als beschworenen Helden zu eigen ist: Er kann Gegenstände beseelen und sie eigenständig oder ferngesteuert Aufgaben erledigen lassen. Das ist ihm bei der Erledigung von Verwaltungsaufgaben, aber auch bei der Erkundung des Reiches und der Steuerung von kämpfenden Puppen behilflich.
Mit seinen neuen Untergebenen gelingt es Sōma, die Wirtschaft des Landes voranzubringen. Er lässt Straßen bauen und beginnt die Errichtung einer neuen Hafenstadt. So gewinnt er das Vertrauen und die Zustimmung vieler Bürger. Auch der adelige Soldat Halbert Magna, der ihn zunächst als Emporkömmling ablehnt, lernt ihn zufällig persönlich kennen und ist schließlich von Sōmas Können und Güte überzeugt. Er wird von ihm in die magische Armeeeinheit unter seiner Kindheitsfreundin Kaede Foxia versetzt, die bereits schnell Sōmas Talent erkannt hat. Doch da Halbert sehr offen zu ihm ist, ist Sōma gern mit ihm befreundet. Außerhalb der Hauptstadt, bei den drei Herzögen, hat der neue Herrscher noch nicht die volle Unterstützung. Die Herrin der Marine Excel Walter schwört ihm die Treue. Sie hatte ihre Enkelin Juna gesandt, um Sōma auszukundschaften, und ist von seiner Eignung überzeugt. Doch Georg Carmine als Herr der Armee lehnt Sōma als König ab. Zu ihm hatten sich die meisten korrupten Adeligen geflüchtet. Der Drachenmensch Castor Vargas mit den Luftstreitkräften schließt sich ihm seiner Ehre wegen an, auch wenn er seine Untergebenen zurückhält. Und das benachbarte Amidonia will die sich anbahnende politische Krise in Elfrieden ausnutzen, um Land zurückzuerobern, das sie in der Vergangenheit verloren haben. So zieht Sōma schnell in den Kampf. Er besiegt mit einer List Castor Vargas, der mit seinen direkten Untergebenen zunächst versklavt wird. Mit Unterstützung der Luftstreitkräfte und seiner ungewöhnlichen Taktik bewegt er auch Carmine schnell zur Aufgabe. Der hatte dies bereits vorausgeplant: Um die korrupten Adeligen in die Falle zu locken und den Weg für die Zukunft des Landes frei zu machen. Sōma zieht sofort weiter gegen Amidonia, die bereits in Elfrieden eingefallen sind. Mit Unterstützung Excels kann er ihre Armee mehrfach besiegen und Amidonias Hauptstadt Van besetzen. Durch seine Regierung, die viel freizügiger ist, als die des vorherigen Königs, und die modernen Errungenschaften aus Elfrieden und eine bessere Versorgung bringt, gewinnt er schnell die Herzen der Bevölkerung in Van. Doch der Feldzug ruft das Grand Chaos Imperium auf den Plan, da Amidonia Teil des Bündnisses gegen die Dämonen ist und daher von ihnen verteidigt wird. So wird die Schwester der Kaiserin entsandt, um mit Sōma zu verhandeln.

## Veröffentlichungen
Die von Dojyomaru geschriebene Romanreihe erschien zunächst ab 2014 auf der Online-Plattform Shōsetsuka ni Narō. 2016 zog die Serie zur Plattform Pixiv um. Seit Mai 2016 erscheint eine von Fuyuyuki illustrierte Umsetzung als Light Novel bei Overlap. Bisher erreichte die Reihe 18 Bände. Der gleiche Verlag veröffentlicht seit Juli 2017 eine Adaption der Serie als Manga, umgesetzt von Satoshi Ueda, in seinem Magazin Comic Gardo. Die Kapitel erschienen auch gesammelt in bisher 13 Bänden (Stand: März 2025).
Eine englische Fassung der Light Novel sowie des Mangas erscheinen bei Seven Seas Entertainment und auf der Online-Plattform J-Novel Club.

## Animeserie
Eine Adaption der Geschichte als Anime für das japanische Fernsehen entstand 2021 bei Studio J.C.Staff unter der Regie von Takashi Watanabe. Konzept und Drehbuch wurden von Go Zappa und Hiroshi Ohnogi ausgearbeitet. Das Charakterdesign entwarf Mai Otsuka und für den Ton war Jin Aketagawa verantwortlich.
Die 13 Folgen wurden vom 3. Juli bis 25. September 2021 von Tokyo MX und BS11 in Japan ausgestrahlt. Eine deutsch untertitelte Fassung wurde von Crunchyroll per Streaming veröffentlicht. Funimation Entertainment veröffentlichte online Synchronfassungen in Englisch, Spanisch und Portugiesisch.

### Synchronisation
| Rolle            | japanische Sprecher (Seiyū) | deutscher Sprecher    |
| ---------------- | --------------------------- | --------------------- |
| Kazuya Sōma      | Yūsuke Kobayashi            | Marco Rosenberg       |
| Liscia Elfrieden | Inori Minase                | Katharina von Daake   |
| Aisha Udgard     | Ikumi Hasegawa              | Runa Pernoda Schaefer |
| Juna Doma        | Reina Ueda                  | Nadine Schreier       |
| Hakuya Kwonmin   | Kazuyuki Okitsu             | Jesse Grimm           |
| Poncho Panacotta | Masaaki Mizunaka            | Claudiu Mark Draghici |
| Tomoe Inui       | Moeka Kishimoto             | Carolin Guhl          |
| Halbert Magna    | Taku Yashiro                |                       |
| Kaede Foxia      | Marika Kouno                |                       |
| Excel Walter     | Yui Horie                   | Vanessa Czapla        |
| Castor Vargas    | Jun Fukuyama                | Maik Degner           |
| Georg Carmine    | Taiten Kusunoki             | Michael Prelle        |

### Musik
Komponist der Filmmusik war Akiyuki Tateyama. Das Opening wurde unterlegt mit dem Lied Hello Horizon von Inori Minase. Das Abspannlied ist Kazania von Aimi. Außerdem wird in der dritten Folge Give a reason von Reina Ueda als Juna Doma gesungen sowie in der Folge 12 Wataridori von Reina Ueda in der gleichen Rolle, Genya no Kaze von Miho Okasaki und Trough the Valley of Gordoa von Mariko Higashiuchi.